# Slopná
Slopná (in ungherese Szolopna) è un comune della Slovacchia facente parte del distretto di Považská Bystrica, nella regione di Trenčín.